# Orlinek
Die Orlinek ist eine Skisprungschanze in Karpacz in Polen. Auf ihr wurden die Sprungwettbewerbe der Spezialspringer und der Kombinierer bei den Junioren-Weltmeisterschaften 2001 ausgetragen. Darüber hinaus war sie Austragungsort der polnischen Skisprungmeisterschaften in den Jahren 1948 und 2004.

## Technische Daten
| Orlinek                         | Orlinek       |
| Schanzentisch                   | Schanzentisch |
| ------------------------------- | ------------- |
| Neigung des Schanzentisches (α) | 10°           |
| Aufsprung                       |               |
| Hillsize                        | 94 m          |
| Konstruktionspunkt              | 85 m          |
| K-Punkt Neigungswinkel (β)      | 38°           |

## Schanzenrekorde
|    | Tag        | Jahr | Springer             | Weite  | Wettbewerb                                |
| -- | ---------- | ---- | -------------------- | ------ | ----------------------------------------- |
| 1. | 1. Februar | 2001 | Veli-Matti Lindström | 92,5 m | Nordische Junioren-Skiweltmeisterschaften |
| 2. | 28. Januar | 2004 | Mateusz Rutkowski    | 92,5 m | Polnische Meisterschaften                 |
| 3. | 29. Januar | 2004 | Adam Małysz          | 94,5 m | Polnische Meisterschaften                 |

## Internationale Wettbewerbe
Genannt werden alle von der FIS organisierten Sprungwettbewerbe.
| Datum           | Kategorie   | Schanze | 1. Platz                                                                    | 2. Platz                                                                 | 3. Platz                                                                             |
| --------------- | ----------- | ------- | --------------------------------------------------------------------------- | ------------------------------------------------------------------------ | ------------------------------------------------------------------------------------ |
| 1. Februar 2001 | Junioren-WM | HS94    | FinnlandKimmo Yliriesto Janne Happonen Akseli Kokkonen Veli-Matti Lindström | ÖsterreichFlorian Liegl Manuel Fettner Balthasar Schneider Stefan Kaiser | DeutschlandJörg Ritzerfeld Florian Krumbacher Markus Winterhalter Maximilian Mechler |
| 3. Februar 2001 | Junioren-WM | HS94    | Veli-Matti Lindström                                                        | Manuel Fettner                                                           | Florian Liegl Stefan Kaiser                                                          |